# Западноанатолийска цивилизация
Западноанатолийска цивилизация е условно наименование на сходните култури в ареала на западното крайбрежие на Егейско море (Мала Азия) през бронзовата епоха (около 3000 – 1200 гг. пр.н.е.).
Културният ѝ ареал е слабо проучен и включва древната Троя, Бейджесултан (Beycesultan), Лимантепе, както и Тепекуле, Байракли (в чертите на Измир), Паназтепе на устието на река Гедиз и други центрове в района. Свързвана е най-често с пеласгите. Прави впечатление сходството между дворците в ранния слой на Бейджесултан и по-късните дворци на Критяните. 
През Ранната бронзова епоха се извършват множество миграции между Баканите и Западна Анатолия.
През Средната бронзова епоха в Западна Анатолия се образуват множество царства - Вилуса (Троя) ,  Сеха(Лидия), Арцава , Мира(Кария) ,  Яланда , Лука(Ликия) и други . При настъпването на Запад на хетските войски тези царства се обединяват в съюз наречен Асува за да устоят на натиска.
През Късната бронзова епоха след Троянската война настъпва упадък по цялото крайбрежие и следват масови преселения на населението известно като "морски народи" към Египет и по цялото Средиземноморие .